# Salvatore De Matteis
Salvatore De Matteis (Galatina, 20 giugno 1912 – Casarano, 29 dicembre 1981) è stato un politico e avvocato italiano.

## Biografia
È stato senatore per tre legislature dal 1968 al 1979, eletto in Puglia nel collegio di Tricase col PSI e Sottosegretario di Stato alla Presidenza del Consiglio dei ministri nel governo Rumor IV.